# IDEA (Software)
IDEA (Interactive Data Extraction and Analysis) ist eine ursprünglich für den kanadischen Rechnungshof entwickelte, seit den 1990er Jahren auf dem Markt befindliche Software zur Analyse großer Datenmengen.

## Bedeutung
IDEA hat seinen Ursprung in der internen Revision  und im Controlling und wird heute auch in der Wirtschaftsprüfung in 90 Ländern in unterschiedlichen Bereichen der Datenanalyse verwendet. Seit dem 1. Januar 2002 findet die Software bei der deutschen Finanzverwaltung Verwendung. Auch die Zollverwaltung setzt IDEA seit 2005 im Rahmen der Zollprüfung ein.
IDEA wird vor allem im Rahmen der Außenprüfung zur Analyse von Daten verwendet, auf welche die Finanzverwaltung entsprechend den „Grundsätzen zur ordnungsmäßigen Führung und Aufbewahrung von Büchern, Aufzeichnungen und Unterlagen in elektronischer Form sowie zum Datenzugriff“ (GoBD) zugreifen darf. Die derzeit häufigste Zugriffsart ist die Datenträgerüberlassung (sog. Z3-Zugriff), bei der die prüfungsrelevanten Daten dem Betriebsprüfer auf einem Datenträger zu übergeben sind. Die enthaltenen Daten können dann mit IDEA deutlich mehr Funktionsauswertungen unterzogen werden, als dies mit den systemimmanenten Auswertungsmöglichkeiten der bei den Steuerpflichtigen installierten Programmen möglich wäre.
Die besondere Bedeutung von IDEA besteht darin, dass mit dem Einsatz dieses Programms vollständige Prüfungen in kürzester Zeit ermöglicht werden. Zudem entwickelt die Finanzverwaltung ständig neue Prüfungsmakros, mit denen Prüfungsschritte automatisiert ausgeführt werden können. Das Wissen und die Erfahrung einzelner Prüfer werden somit externalisiert und hierdurch grundsätzlich allen Betriebsprüfern zur Verfügung gestellt.

## Positionierung
Konzeptionell ist IDEA sowohl mit Tabellenkalkulationssoftware wie Microsoft Excel als auch mit einem Datenbank-System vergleichbar. Auch IDEA verwaltet Daten in Tabellen. Im Gegensatz zu Excel oder einem Datenbank-System sind die Funktionen von IDEA bereits vorgefertigt und für den Prüfer ohne Programmierkenntnisse direkt anwendbar. IDEA ist für die schnelle Verarbeitung sehr großer Datenmengen optimiert. Darüber hinaus werden die durchgeführten Import- und Analyseschritte protokolliert und leisten einen Beitrag für die Nachvollziehbarkeit und den Manipulationsschutz der Prüfung. Die durchgeführten Arbeitsschritte können in Textdokumente exportiert werden, um die Vorgehensweise bei der Analyse zu dokumentieren oder nach erfolgter Ausführung der Prüfung als Makro gespeichert werden.
Zusätzlich zur Software IDEA können Zusatzmodule wie „IDEA App TaxAudit/Tax Audit Professional“ eingesetzt werden. Diese Module importieren zum Beispiel die aus gängigen Finanzbuchhaltungsprogrammen exportierten Daten jeweils über eine herstellerspezifische Schnittstelle (HSS) und erstellen daraus standardisierte Ausgangs- und Prüfertabellen. Mit jährlich aktualisierten Prüfmakros (um z. B. Gesetzesänderungen zu berücksichtigen) lassen sich standardisierte Auswertungen vornehmen. Anhand dieser Auswertungen können weitergehende Detailprüfungen durchgeführt werden. Eine Erweiterung durch eigene Prüfroutinen ist möglich. Ziel ist es, dass der Anwender der Prüfmakros weniger technische und Programmierkenntnisse, sondern nur Sachkenntnisse in der Materie benötigt.

## Funktionsumfang
Die Funktionalität von IDEA richtet sich auf die Massendatenanalyse. Folgende wesentliche Funktionalitäten stehen zur Verfügung:
- Altersstrukturanalyse: wird verwendet, um eine Datei ab einem bestimmten Datum (Stichtag) in bis zu 6 vorgegebene Intervalle zu gruppieren. Bei diesen Intervallen kann es sich um Tage, Monate oder Jahre handeln. Beispielsweise für die Fälligkeitsanalyse zur Ermittlung von offenen Posten, die bezgl. eines gewählten Stichtages älter als 2, 4, 8, 10, 12 oder 14 Monate sind, verwendbar.
- Benford’s Law: beschreibt, dass Ziffern und Ziffernfolgen in einer Datenmenge einem bestimmten Muster (Wahrscheinlichkeitsverteilung) entsprechen. Dazu werden die Daten mit dem nach Benford’s Law erwarteten Datenmuster verglichen.
- Datenimport: es besteht die Möglichkeit, unterschiedliche Datenformate (Microsoft Access, Microsoft Excel, dBase, Drucklisten, ASCII, EBCDIC, ODBC etc.) zu importieren.
- Ergänzende Statistikmethoden: umfassen Korrelations-, Trend- und Zeitreihenanalysen.
- Extrahieren und Filtern: dienen der Ermittlung von Datensätzen, die einer bestimmten Bedingung entsprechen.
- Feldstatistiken: für alle numerischen Felder, Datums- und Zeitfelder innerhalb einer Datei.
- Historie: umfasst einen Audit Trail mit Einträgen zu allen Operationen. IDEA erstellt für alle mit der Datei ausgeführten Operationen, einschließlich des Imports und der Prüffunktionen, einen Eintrag in die Historie. Sie ermöglicht eine lückenlose Dokumentation aller Schritte, die in IDEA ausgeführt werden, um diese im Nachhinein rekonstruieren zu können.
- IDEASkript: ist ein Entwicklungstool zur Erweiterung der Möglichkeiten und der Funktionalität von IDEA, indem sich wiederholende Aufgaben oder Vorgänge mit IDEASkript in einem Makro automatisieren lassen.
- Lückenanalyse: Mit Hilfe der Lückenanalyse können fehlende Datensätze  in einer numerischen Reihenfolge oder in einem bestimmten Bereich von Werten in numerischen Feldern, Zeichenfeldern oder Datumsfeldern einer Datei ermittelt werden. Eine Lücke zeigt an, dass in der Reihenfolge ein oder mehrere Datensätze fehlen. Die Lückenanalyse wird üblicherweise verwendet, um die Vollständigkeit von Daten zu prüfen, z. B. zur Analyse auf fehlende Belegnummern.
- Mehrfachbelegungsanalyse: wird verwendet, um Datensätze mit oder ohne Duplikate innerhalb eines Feldes oder einer Kombination von bis zu 8 Feldern zu ermitteln. Zum Beispiel können mehrfach vergebene Rechnungsnummern ermittelt werden.
- Fuzzy-Mehrfachbelegungsanalyse: Hiermit lassen sich mittels einer Fuzzy-Suche ähnliche Elemente identifizieren. Beispielsweise können mittels dieser Analyse Tippfehler ermittelt werden. Es können einzelne Wörter bis hin zu kurzen Sätzen analysiert werden.
- Pivot-Tabelle: ist eine Oberfläche (Kreuztabelle), um  Daten in einer  gewünschten Anordnung darzustellen und zu ordnen. Mit ihr können Kombinationen und Strukturen eines komplexen Datenbestandes übersichtlich dargestellt werden.
- Report Reader: dient der Datenaufbereitung und dem Import von Drucklisten und PDF-Dateien.
- Schichtung: dient der Gruppierung von Daten in numerischen oder Datumsfeldern. Mit dieser Funktion können die Daten einer Datei in Wertschichten unterteilt (normalerweise von den minimalen bis zu den maximalen Werten eines bzw. mehrerer Felder) und die Datensätze der Datei in den betreffenden Schichten akkumuliert werden. Durch Summieren der Datensätze und der Werte in einer Schicht kann der Anwender ein Profil der Daten innerhalb der Datei gewinnen.
- Stichproben: IDEA bietet verschiedene Stichprobenverfahren an in Kombination mit der Möglichkeit, die Stichprobengrößen basierend auf den von Ihnen definierten Parametern zu berechnen sowie die Ergebnisse der Stichprobentests zu beurteilen.
- Summierung: Diese  Funktion summiert die Daten eines numerischen Feldes (Summenfeld) bezüglich eines oder mehrerer Schlüsselfelder auf.  Beispielsweise können mit dieser Funktion bei einer Datei „Offene Posten“ für den Schlüssel „Kundennummer“ die ausstehenden Zahlungsbeträge aufsummiert werden.

## Anwendung
Anwendungsbeispiele sind Prüfungen, ob Mitarbeiter und Lieferanten mit identischen Kontoverbindungen vorhanden sind, oder ob Kontoverbindungen von Lieferanten für einzelne Überweisungstransaktionen verändert und nach Abschluss der Transaktionen wieder in ihren Ursprungszustand zurückgesetzt wurden. Auch die Prüfung der Vollständigkeit von Belegen anhand deren Nummerierung oder das Erkennen von Zeiträumen, in denen keine Belege existieren, sind typische Aufgaben. Welche Prüfungsschritte mit IDEA konkret durchgeführt werden können, hängt vor allem von der Art und Qualität der vorhandenen Daten sowie der Qualifikation des Anwenders ab.